# Denisa Štefanová
Denisa Štefanová (* 1. Mai 1991 in Bratislava) ist eine slowakische Fußballspielerin.

## Karriere

### Verein
Štefanová begann ihre Karriere beim ŠK Slovan Bratislava und wechselte anschließend zum tschechischen Zweitligisten FC Zbrojovka Brünn. Im Sommer 2010 wechselte sie aus Tschechien zum ÖFB-Bundesligisten USC Landhaus Wien. Nachdem sie beim USC Landhaus nur in der Reserve zum Einsatz gekommen war, kehrte Štefanová im Winter in die Slowakei zurück und schloss sich ŠKF Žilina an. Štefanová spielte sechs Monate in Žilina und unterschrieb am 2. August 2011 beim österreichischen Erstligisten USC Ardagger. Am 25. Januar 2012 wechselte sie mit Landsfrau und Nationalmannschaftskollegin Lucia Zolviková von Ardagger zum 2. Liga Süd Verein DFC Leoben/GAK. Am 19. Dezember 2012 verkündete sie ihren Abgang beim DFC Leoben und gab ihren Wechsel zu SC ESV Parndorf 1919 bekannt, wo sie auf Landsfrau Lucia Zolviková trifft.

### International
Štefanová spielte für ihr Heimatland Slowakei auf U-17- und U-19-Ebene.